# Rudraige I Mor
Rudraige I Mor lub Ruaidri I Mor („Wielki”) – legendarny król Ulaidu z dynastii Milezjan (linia Ira, syna Mileda) w latach 157-87 p.n.e. oraz zwierzchni król Irlandii w latach 104-87 p.n.e. Syn Sithrige’a, w jedenastym stopniu potomka Airgetmara, zwierzchniego króla Irlandii.
Informacje o nim czerpiemy ze źródeł średniowiecznych: Roczników Czterech Mistrzów, Księgi najazdów Irlandii („Lebor Gabála Érenn”) oraz Laud Misc 610. W tym ostatnim zanotowano na temat jego siedemdziesiątletnich rządów w Ulaidzie: Rudraigi m[a]c Sit[h]ri m[ei]c Duib .lxx. blī[adna] (fol. 107 a 28). Tutaj zapisano małymi literami rzymską cyfrę LXX (siedemdziesiąt). Źródło umieściło go w złym miejscu na liście. Powinien być po Ennie mac Daire, a nie po Conchobarze Maolu, który panował dużo wcześniej. Rudraige panował z Emain Macha, stolicy Ulaidu. Po pięćdziesięciu trzech latach zabił arcykróla Crimthanna I Cosgracha („Zwycięskiego”), zagarniając po nim zwierzchni tron irlandzki. Zmarł na plagę w Airgetglenn (Airgeat-gleann; srebrna górska dolina albo dolina na terenie obecnego hrabstwa Monaghan). Brał udział w wielu zwycięskich bitwach: pod Cuirce (miejsce na terytorium Ciaraighe-Chuirche w hrabstwie Cork), pod Luachair (Sliabh Luachra w hrabstwie Kerry), siedmiu bitwach w Cliu (Cliu-Mail na terenie hrabstwa Limerick), bitwa pod Gleannamhnach (ob. Now Glanworth, hrabstwo Cork), pod Sliabh Mis (ob. Now Slieve Mish, góra koło Tralee w hrabstwie Kerry); pod Boirinn (ob. Burren w północnej części hrabstwa Clare), pod Ren (prawdopodobnie Magh-Rein, równina w hrabstwie Leitrim), pod Ai (ob. Magh Ai w hrabstwie Roscommon), pod Cuil-Silinne (dawna nazwa, gdzie później powstał kościół Cill-Cuile-Silinne, teraz Kilcooley, w hrabstwie Roscommon) oraz w dwóch bitwach pod Fortrasc (miejsce niezidentyfikowane). Gdy zmarł, zwierzchni tron irlandzki objął Innatmar, syn arcykróla Niada Sedamaina („Niezwykłych Bogactw”) z milezjańskiej linii Emera. Zaś tron Ulaidu przeszedł na syna Bressala I Bodiobada („Pozbawionego Krów”).

## Potomstwo
Rudraige pozostawił po sobie liczne potomstwo:
- Bressal Bodiobad, następca na tronie Ulaidu i przyszły zwierzchni król Irlandii
- Congal I Clairingnech, przyszły zwierzchni król Irlandii
- Rossa Ruad („Czerwony”), królewicz
- Cas, miał syna:
  - Fachtna Fathach przyszły król Ulaidu i zwierzchni król Irlandii
- Leite (Leide), miał syna:
  - Fergus I mac Leite, przyszły król Ulaidu
- Ginga, miał syna:
  - Capa (Cairpre), miał syna:
    - Fiacha, miał syna:
      - Cas, żonaty z Eccet Salach, miał dwóch synów:
        - Amergin mac Eccit, poeta i wojownik Ulaidu
        - Iliach
- Connra, miał syna
  - Tinne mac Conrach, przyszły król jednej z trzech części Connachtu